# Пигс Пийк
Пигс Пийк (Piggs Peak) е град в северозападната част на Есватини. Основан е около търсенето на злато през 1884 г., но основната му индустрия сега е лесовъдство. Природен резерват „Водопадите Фофоняне“ се намира близо до града. Казино Piggs Peak носи името си от района.
През 2001 г. е завършена 115-метровата стена на язовир „Магуга“ на река Комати, на 12 км южно от града на 25°56′51.41″ ю. ш. 30°04′52.74″ и. д. / 25.947614° ю. ш. 30.081317° и. д.
Пигс Пийк е кръстен на един от първите жители, Уилям Пиг, който открива златен риф тук на 26 март 1884 г.

## Спорт
ФК „Маланти Чийфс“ е футболен клуб от Есватини, базиран в Пигс Пийк.